# جمعية علم الوراثة الأمريكية
جمعية علم الوراثة الأمريكية (بالإنجليزية: Genetics Society of America) هي جمعية علمية مهنية تضم أكثر من 5500 عضو من الباحثين والمعلمين في مجال علم الوراثة، وقد تأسست في عام 1931. نشأت الجمعية نتيجة إعادة تنظيم الأقسام المشتركة لعلم الوراثة التابعة لكل من الجمعية الأمريكية لعلم الحيوان والجمعية النباتية الأمريكية. تهدف جمعية علم الوراثة الأمريكية إلى دعم وتطوير البحث والتعليم في علم الوراثة من خلال توفير منصة للتعاون العلمي، وتنظيم المؤتمرات، ونشر الأبحاث المتخصصة، وتعزيز التبادل المعرفي بين العلماء والمهتمين بعلم الجينات على مختلف تخصصاتهم.
يجري أعضاء الجمعية الأمريكية لعلم الوراثة (GSA) أبحاثًا أساسية وتطبيقية باستخدام مجموعة واسعة من الكائنات الحية النموذجية لتعزيز فهم الأنظمة الحية. تتضمن بعض أنظمة الدراسة ذبابة الفاكهة (دَروسوفيلا)، والديدان الخيطية الأسطوانية (كانورابدِيتِس إيليغانس)، والخميرة، وسمك الزرد، والبشر، والفئران، والبكتيريا، ونبات أرابيدوبسيس ثاليانا (الرجلة)، والذرة، والكلاميدوموناس ( الطحالب الخضراء )، والضفادع (الزنابير)، وغيرها من الحيوانات والنباتات والفطريات.

## الروابط الخارجية
- موقع جمعية علم الوراثة الأمريكية